# 姚沖
姚沖（？—409年），南安郡赤亭（今甘肅省隴西縣西）羌人。十六國後秦宗室，將領。姚苌子，姚兴弟。
409年，姚兴派平北将军姚冲、征虏将军狄伯支等率领四万骑兵，进攻夏王赫连勃勃。姚冲大军抵达岭北，打算回击长安篡位，因为狄伯支不同意而中止。姚冲于是用毒死狄伯支灭口。姚兴从平凉到朝那，听说姚冲的阴谋，命令姚冲自杀。